# Tridactyle lagosensis
Tridactyle lagosensis là một loài thực vật có hoa trong họ Lan. Loài này được (Rolfe) Schltr. miêu tả khoa học đầu tiên năm 1918.